# Ein echter Wiener geht nicht unter
Ein echter Wiener geht nicht unter ist der Titel einer von 1975 bis 1979 vom ORF produzierten Fernsehserie von Ernst Hinterberger. Zur Zeit ihrer Erstausstrahlung spaltete die Serie (insgesamt 24 Folgen) rund um die fiktive Arbeiterfamilie Sackbauer die österreichische Nation. Die Reaktionen darauf reichten weit über die des Fernsehpublikums hinaus und nach jeder Folge war der polternde Elektriker Edmund „Mundl“ Sackbauer heiß diskutiertes Tagesthema. Beim ORF-Kundendienst gingen damals unzählige „Zuschauerreaktionen von erboster Ablehnung“ – insbesondere aus der dargestellten Arbeiterschicht – „bis zu begeisterter Zustimmung“ ein.
Später wurde Ein echter Wiener geht nicht unter zur Kultserie; sie erfreut sich seither bei Wiederholungen immer wieder fast ungeschmälerter Zustimmung beim Publikum.
Die Serie basiert auf Ernst Hinterbergers 1966 erschienenem Roman Salz der Erde, weist aber auch markante Parallelen zur britischen Serie Till Death Us Do Part (BBC, 1965–1976) sowie ihren Ablegern Ein Herz und eine Seele (WDR, 1973–1976) und All in the Family (CBS, 1971–1979) auf. Letztere sorgte auch für einige Kontroversen, weil sie erstmals heikle Themen wie Rassismus, Homosexualität, Vergewaltigung und Krebs zur Sprache brachte.

## Hintergrund

### Produktionsgeschichte
Die ersten beiden Teile der Serie waren ursprünglich als zweiteiliger Fernsehfilm konzipiert worden, der im Rahmen der ORF-Sendereihe Impulse gezeigt wurde. Dieser Sendeplatz war von Kuno Knöbl für Avantgardekünstler und Jungfilmer entwickelt worden. Dort sollte auch dem Arbeiterschriftsteller Hinterberger die Möglichkeit geboten werden, seinen Roman Das Salz der Erde als Drehbuch für das Fernsehen zu adaptieren. Die sozialrealistische Darstellung war ein bewusster Bruch mit dem Bild von Familie, das zu jener Zeit in den aus den USA und Großbritannien importierten Seifenopern geboten wurde.

### Buch und Regie
Buch: Ernst Hinterberger, nach seinem 1966 entstandenen Roman „Salz der Erde“
Regie:
- Reinhard Schwabenitzky (Folgen 1–13)
- Rudolf Jusits (Folgen 14–16)
- Kurt Ockermüller (Folgen 17–24)

### Inhalt der Serie
Protagonist der Serie ist der jähzornige und derbe Elektriker Edmund „Mundl“ Sackbauer, der mit seiner Familie in einem typischen Wiener Mietshaus in Favoriten lebt. Die Serie beschäftigt sich mit Alltagssituationen wie Schulden- und Geldproblemen, Renovierung, Ehekrisen, Familienstreitigkeiten, Meinungsverschiedenheiten, Klassenunterschieden und zwischenmenschlichen Beziehungen.

### Der Erfolg
Nach dem Zweiten Weltkrieg war man in Österreich um einen dringenden Imagewechsel bemüht. Der Heimatfilm prägte ein stark romantisiertes Bild der österreichischen Bevölkerung und das Wirtschaftswunder der 1950er Jahre brachte einen neuen Wohlstand und Fortschritt ins Land, mit dem man gerne angab. In den 1970ern geriet der Heimatfilm zunehmend aus der Mode und an seine Stelle traten vermehrt importierte Programme aus den USA oder England. Was zwar einen willkommenen Eskapismus mit sich brachte, das Bild des Österreichers allerdings auch ins Hintertreffen geraten ließ.
Als die entstandene Lücke ausgerechnet mit Ein echter Wiener geht nicht unter gefüllt wurde, war dies natürlich ein herber Schlag in die stolze Österreicher-Seele. Aber auch ein wichtiger Schritt weg vom verklärten Eskapismus hin zu mehr hässlichen, aber relevanten Themen, die gerade in der lange ignorierten Arbeiterschicht eine Rolle spielen und auch jedem abseits davon einige wichtige Denkanstöße ermöglichen.
Ein echter Wiener geht nicht unter war richtungsweisend für die damalige österreichische Medienlandschaft und der Umstand, dass wir noch heute darüber mit großer Begeisterung sprechen, sich die lustigen Sprüche des Edmund Sackbauer im österreichischen Sprachschatz verankert haben, bilden ein Zeugnis für den enormen Erfolg. Darüber hinaus gewährt die Serie einige interessante Einblicke in eine Kultur und eine Zeit, wie es sie kein zweites Mal gibt: Es geht um die Herausforderungen des Alltags einer Arbeiterfamilie in den 1970er Jahren in Wien-Favoriten. Die besondere Genauigkeit des Buches und der Regie, vor allem aber die exakte Abbildung der lokalen Mentalität und des Wiener Dialektes machen die Serie zu einem interessanten, kulturell wertvollen Zeitzeugnis. Nicht umsonst gilt Ein echter Wiener geht nicht unter als eine der wichtigsten Dramaproduktionen der ORF-Geschichte. Noch heute wird die 12. Folge Jahreswende jedes Jahr kurz vor Mitternacht am letzten Tag des Jahres (Silvester) auf ORF 1 ausgestrahlt.
Zwanzig Jahre später gelang Autor Ernst Hinterberger mit dem Kaisermühlen-Blues ein ähnlicher Erfolg.

## Figuren

### Edmund Sackbauer
Die Hauptperson der Serie macht im Laufe der Serie eine Entwicklung durch.
In den ersten 13 Folgen wird er als sehr tyrannisch und zornig dargestellt. Als ein gröberer Streit mit seiner Frau sowie ein schwerer Arbeitsunfall folgen, ändert er sich grundlegend und die Serie büßt so etwas von ihrem Witz ein, da Mundls „Anfälle“ doch sehr belustigend scheinen.
Er ist leidenschaftlicher Gewichtheber bei einem Verein, genauso wie sein Vater, auf den er häufig Bezug nimmt. In der 13. Folge wird aber bekannt, dass er das tyrannische Verhalten seines Vaters trotzdem nicht gut fand. Als stolzer Großvater mischt dieser sich aber immer in die Angelegenheiten seiner Kinder ein. Zur Räson wird er meist nur durch seine Frau Antonia oder durch seinen älteren Bruder Schani gebracht. Er hat eine Abneigung gegen Intellektuelle, somit ist ihm auch der Zukünftige seiner Tochter Hanni, Franz Vejvoda, zuwider.
Allerdings akzeptiert er ohne Widerspruch, dass sein Sohn Karli eine Tochter aus besseren Kreisen, Irmi Werner, heiratet.

### Antonia Sackbauer
Antonia „Toni“ Sackbauer ist die schwer geprüfte Ehefrau von Edmund Sackbauer. Sie befleißigt sich eigentlich nie vieler Worte, hat aber meistens das letzte Wort und trifft im Gegensatz zu ihrem Mann durchwegs vernünftige Entscheidungen. Sie ist eigentlich Hausfrau, beginnt allerdings aufgrund finanzieller Engpässe als Raumpflegerin in einer Apotheke zu arbeiten. Sie ist äußerst human und vernünftig. Ihre Gastfreundschaft wird von vielen Bekannten geschätzt. Sie dient zudem als Ansprechpartner für Freunde und Bekannte.
Man erfährt zudem, dass der Hausmeister Kurt Blahovec ebenfalls mit dem Gedanken gespielt hat, sie zu heiraten, sich aber anders entschieden hat.

### Karl Sackbauer
Karl „Karli“ Sackbauer ist der Erstgeborene der Familie und gerät sehr dem Vater nach. Er trinkt wie Mundl gerne Bier und erhebt oft grundlos seine Stimme. Er heiratet sehr früh in der Serie Irmi Werner, die schließlich ein Kind (René) bekommt.
Er streitet manchmal mit seiner jüngeren Schwester Hanni und erweist sich seinen Eltern, besonders seinem Vater, gegenüber als äußerst respektlos.
Er ist zunächst Staplerfahrer, steigt aber später zum Hallenmeister auf, was ihm auch ermöglicht, eine eigene Wohnung zu finanzieren.
Wie sein Vater verwendet Karli oft obszöne Ausdrücke und bringt sich damit in Schwierigkeiten.

### Johanna Sackbauer
Die jüngere Tochter der Sackbauers, Hanni genannt, beginnt ein Verhältnis mit dem Nachwuchsdichter Franz Vejvoda, was zu großen Problemen innerhalb der Familie führt. Sie ist oft launisch und leicht beleidigt.
Seit der Folge „Jahreswende“ beschäftigt sie sich weiters mit dem Thema Emanzipation, was in der männlich dominierten Familie Sackbauer zu Problemen führt.
Um den intellektuellen Ansprüchen von Franzi, mit dem sie sich in der ersten Folge gleich verlobt, gerecht zu werden, belegt sie später Kurse in Literatur und Maschinschreiben an der Volkshochschule.

### Johann Sackbauer
Der Bruder von Edmund Sackbauer, genannt Schani, zeigt sich immer sehr verständnisvoll gegenüber der Familie. Oft weist er Mundl zurecht, wenn dieser einen seiner Wutanfälle bekommt. In der Folge „Der Enkel“ ist dies besonders augenscheinlich, als Mundl sich vor der Taufe seines Enkels über dessen Namen René beschwert. Später überrascht Schani die Familie Sackbauer, als er für René ein Sparbuch eröffnet. Weiters steht Schani der Frau Pribil, welche die Sackbauers im Urlaub in Podersdorf am See kennengelernt haben, nach dem Tod ihres Mannes bei, was allerdings zu kleineren Konflikten mit Irene (Julia) Vejvoda führt.

### Franz Vejvoda
Franz „Franzi“ Vejvoda wird von Mundl auch „Nudlaug“ oder „Dioptrienotto“ genannt. Der Nachwuchsdichter und Intellektuelle arbeitet zunächst als Buchhalter in einer größeren Firma, wo er auch Mundl einen Posten verschafft. Obwohl er von Mundl anfangs angefeindet wird, akzeptiert dieser ihn schließlich.
Später widmet Franzi sich ganz dem Schreiben und feiert schließlich einen großen Erfolg.
Als ein Stück von ihm verrissen wird, muss er sich aber nach einem Posten umsehen. Nachdem Hanni einen Heiratsantrag von ihm abgelehnt hat, kühlt deren Verhältnis ab; sie kommen aber wieder zusammen und beschließen, nach Hamburg zu ziehen, wo er einen Posten als Lektor in Aussicht hat.

### Irene Vejvoda
Die in der Folge „Der Besuch“ eingeführte Mutter von Franz Vejvoda wird als liebevolle Frau dargestellt. Als Witwe findet sie in Schani, dem Bruder von Mundl, einen neuen Partner. Sie kommt aus Tirol und hat einen Bruder, Vitus Egger, der sie auch besucht.

### Irmi Werner
Die Tochter zweier Bürgerlicher wird als sehr emotional und respektvoll dargestellt. Sie befleißigt sich der gehobeneren Sprache und integriert sich relativ schnell in die Familie Sackbauer. Sie bekommt zwei Kinder, fühlt sich aber später von Karli etwas vernachlässigt.

### Martha Werner
Die Mutter von Irmi Werner ist sehr bürgerlich eingestellt und hegt zunächst eine Aversion gegen die sehr proletarischen Sackbauers. Sie gibt in ihrer Familie den Ton an und ist anfangs gegen die Beziehung ihrer Tochter mit Karli Sackbauer.

### Franz Werner
Ehemann von Martha Werner und Vater von Irmi Werner. Obwohl er sein Studium aufgrund des Krieges nicht beenden konnte, zählt er zu den Intellektuellen der Serie. Er streitet des Öfteren mit seiner Ehefrau, wobei seine Argumente vernünftiger wirken. Gemeinsam mit seiner Frau betreibt er ein Strickwarengeschäft und gehört somit dem Bürgertum an, was sich im Bezug auf die Familie Sackbauer häufig als schwierig gestaltet.
Aufgrund der wachsenden Konkurrenz sieht er sich letzten Endes gezwungen, eine Arbeit als Lagerarbeiter anzunehmen.
Seit der Folge „Jahreswende“ verbindet ihn und Edmund Sackbauer eine Art Freundschaft.
Im Krieg erreichte er den Rang eines Leutnants, was er auch oft voller Stolz erwähnt, jedoch von seiner Frau infrage gestellt wird, da sie meint, ihn als Fähnrich in Erinnerung zu haben. Seine Frau war noch unberührt, als er sie heiratete, und auch das wirft sie ihm vor.

### Kurt Blahovec
Wachmann mit „geschultem Auge“ und Ehemann von Josefine „Fini“ Blahovec. Der korpulente Alkoholiker dreht jede Nacht seine Runden, um Betriebe der Großindustrie zu bewachen. Der ehemalige Hausbesorger wird dadurch sogar einmal als Held gefeiert. Das Trinken führt aber dazu, dass er seinen Posten verliert, doch das Glück ist auf seiner Seite.
Er neigt zur Gewalt und schlägt einmal sogar seine Frau, als er dahinterkommt, dass sie ihm untreu war.
Er besorgt sich einen Hund, einen „Wolf“, zu dem er ein liebevolles Verhältnis hat.
Als langjähriger Freund Mundls kommt es einige Male vor, dass er indirekt um Rat gefragt wird, den er aber meistens in einem Wirtshaus gibt, nachdem er getrunken hat.
Er wirft oft mit Fremdwörtern um sich, verwechselt sie im Gegensatz zu Franzi aber zum großen Teil.
Von seiner Frau wird er als impotent bezeichnet und an den Barthaaren gerissen, was er besonders „gern“ hat.

### Josefine Blahovec
Josefine „Fini“ Blahovec ist die Ehefrau von Kurt Blahovec und Hausfrau. Sie ist dem Alkohol zugetan und flirtet hemmungslos mit anderen Männern. Als sie Kurti eines Tages betrügt, schwanger wird und dieser fast ein Unheil anrichtet, hilft die gesamte Familie Sackbauer mit, ihre Ehe wieder zu kitten.

## Episoden
Insgesamt gibt es 24 Folgen, deren Länge sich zwischen 40 und 50 Minuten bewegt. Alle Folgen sind mittlerweile auf DVD erschienen.

### Salz der Erde (1. Folge)
Wir lernen Mundl während seiner Vorbereitungen zum abendlichen Gewichthebetraining kennen. Als ihm Sohn Karli eröffnet, dass er heute das Training zugunsten einer Wohnungsbesichtigung mit seiner Verlobten Irmi ausfallen lässt, reagiert der Patriarch sehr ungehalten. Es wird nicht besser, als Tochter Hanni ihre Heiratspläne mit dem von Mundl wenig geschätzten Nachwuchsdichter Franzi ankündigt. Seine aufbrausende Persönlichkeit zeigt sich schnell, ebenso aber, dass Ehefrau Toni ihn doch immer wieder zur Vernunft bringt.
Die frisch Verliebten Hanni und Franzi treffen sich also, aber Hanni bekommt kalte Füße, als Franzi zu leidenschaftlich wird, und outet sich als Jungfrau. Aufgrund ihrer Ängste, Franzis Mutter könnte früher als geplant nach Hause kommen, schlägt Franzi einen Hotelbesuch am folgenden Freitag vor. Hanni ist sehr ängstlich, aber letztendlich kommt es zum „ersten Mal“ sowie zur Verlobung.
Sackbauers schmieden Urlaubspläne für Italien, aber Karlis Ausfall beim Gewichthebe-Wettbewerb, und der resultierende Verlust gegen „die Weh aus Fluridsdurf“ versetzt Mundl in Rage. Er beteiligt sich dennoch an der Urlaubsplanung. Sein Bruder Schani wird dazu überredet, mitzufahren. Als Hanni dazustößt und sowohl Franzis Mitfahrt nach Italien als auch Hannis Verlobung mit ihm im Raum stehen, kann nur die Vernunft von Toni und dem Rest der Familie verhindern, dass Mundl ausrastet. Er lenkt widerwillig ein.

### Der Urlaub (2. Folge)
Nachdem sich alle bemüht haben, dass Franzi auch mit nach Italien fahren darf, ist Hanni besonders sauer auf Franzi, da dieser gar nicht mitfahren will. Vielmehr will er sein neuestes Hörspiel fertigstellen und Geld für die zukünftige Ehe sparen. Hanni nimmt das gar nicht gut auf, macht Schluss mit Franzi und geht etliche Kilometer zu Fuß nach Hause.
Mundl wird entlassen, explodiert vor Ort wieder mal, gibt sich zuhause aber besonders freundlich. Zuerst behauptet er, selbst gekündigt zu haben, muss dann aber seine Entlassung einräumen. Obendrein war der Grund, dass Mundl seinen Chef gefragt hatte, ob „sie ihm ins Hirn geschissen“ hätten, weil dieser ihm türkische Arbeiter zuteilen hatte wollen. Sohn Karli, selbst in halbwegs „sicherer“ Position beschäftigt, verbirgt nicht eine gewisse Genugtuung seinem sonst sehr tyrannischen Vater gegenüber.
Als Hanni auch noch eröffnet, dass Franzi nicht mit nach Italien will, wird Mundl zusätzlich cholerisch. Es zeichnet sich allerdings ab, dass der Italien-Urlaub ohnehin ausfallen wird. Abends macht Mundl auch noch beim Gewichtheben schlapp, was seinem Ego auch nicht hilft. Die Arbeitssuche gestaltet sich schwierig. Ehefrau Toni sitzt ihm sehr im Nacken bei der Jobsuche, wobei sie Zeitungsinserate durchstöbert und eine ausgeschriebene Stelle als Chauffeur einer Wäscherei entdeckt. Sie fordert ihn auf, dort anzurufen, und Mundl verhält sich widerspenstig. Dies führt zum Streit. Als er auf Tonis Aufforderung in der Telefonzelle anruft, hat er keinen Erfolg und schlägt vor einem Mann die Tür der Telefonzelle zu.
Franzi kommt unangemeldet zu Besuch, während die Sackbauers nachmittags Karten spielen und über die prekäre Situation sinnieren. Edmund muss auch ihm gegenüber widerwillig seine Arbeitslosigkeit zugeben. Toni vermittelt zwischen den zerstrittenen Jungverliebten.
Am Ende der Folge trifft sich die Familie an einem Badeteich, und auch Franzi stößt dazu. Er stellt Mundl eine Beschäftigungsmöglichkeit bei seinem eigenen Arbeitgeber in Aussicht. Es wird sich allerdings herausstellen, dass der Job erst in drei Monaten frei wird, was Mundls Sympathien für Franzi vorerst nicht zuträglich ist.

### Die Wohnung (3. Folge)
Irmi und Karli wollen heiraten und suchen eine Wohnung. Karli zahlt 1.500 Schilling (109 EUR, nach heutiger Kaufkraft aber eher über 300 EUR entsprechend) an ein Adressbüro, von dem er solange Adressen beziehen kann, bis sich der gewünschte Erfolg einstellt. Die ersten Wohnungsbesichtigungen verlaufen allerdings katastrophal: eine Bruchbude; eine Zimmer-Küche-Kabinett-Wohnung, die nur an Studenten vermietet wird; sowie eine scheinbar geeignete Wohnung, für die aber eine sechsstellige Ablöse fällig würde. Als Karli schwer frustriert seine Misserfolge schildert, schleppt Mundl ihn zurück zum Vermittlungsbüro, wo Mundl die anfangs recht wehrhafte Sekretärin mit einem seiner klassischen Wutanfälle derart einschüchtert, dass sie ihm die 1.500 Schilling wieder aushändigt, obwohl dies im Vertrag nicht vorgesehen ist. Der Vertrag wird zerrissen, und triumphierend kehren Mundl und Karli wieder nach Hause zurück, wo inzwischen der Rest der Familie die Premiere von Franzis Hörspiel im Radio mitverfolgt hat.
Irmis Eltern drängen darauf, die Sackbauers kennenzulernen. Karli sträubt sich gegenüber Irmi, ist dann aber jener, der den seinerseits widerspenstigen Mundl dazu überreden kann, bei Familie Werner zu Abend zu essen. Im Verlauf des Abendessens fragen Irmis Eltern, was Mundl und Karli so machen; der weitere Verlauf, inklusive Mundls Tischsitten, hinterlässt bei Familie Werner wenig Verständnis für Irmis Wunsch, in diese Familie von „fressenden und saufenden Proleten“ hinein zu heiraten.
Die Folge endet aber mit der positiven Note, dass Mundl auf dem Heimweg seiner Familie ankündigt, ab Montag bei der Speditionsfirma Marschall & Co. einen neuen Job anzutreten.

### Abgründe (4. Folge)
Mundl hat Anpassungsschwierigkeiten bei Marschall & Co. Dort wird mal ganz gern auch im Dienst ein Glas gekippt, und obendrein fühlt sich Mundl von seinen Kollegen nicht für voll genommen. Eines Abends kommt er angetrunken zum Stemmerverein, wo er sich beim Gewichteheben überschätzt und verletzt. Traxler, der Obmann des Vereins, bringt ihn daraufhin gemeinsam mit Schani nach Hause, und Toni ist wenig erfreut über ihren betrunkenen Ehemann. In Gesprächen mit Schani und Fini Blahovec äußert sie ihre Sorge darüber, dass Mundl nunmehr regelmäßig alkoholisiert nach Hause komme.
Inzwischen streitet Irmi mit ihren Eltern, da diese strikt gegen ihre Heirat mit Karli sind. Irmis Mutter kündigt an, der Hochzeit fernzubleiben, aber die Eltern tauchen letztendlich doch zur Trauung auf. Irmi zieht bei Sackbauers ein, und Hanni wird von ihrem „Kabinett“ auf die Wohnzimmercouch verbannt, was ihr nicht recht ist.
Inzwischen will Mundl frischen Mutes wieder mit dem Stemmen von Gewichten beginnen, aber Vereinsobmann Traxler verbietet ihm weiteres Training, da der Arzt ihm davon abgeraten hatte. Wütend betrinkt er sich stark und kommt schwer alkoholisiert nach Hause, während der Rest der Familie fernsieht. Zwischen ihm und Karli kommt es zu Stänkereien, die zu eskalieren drohen, und Toni zieht sich angewidert ins Schlafzimmer zurück. Im Bett versucht Mundl auch noch, Toni zum Beischlaf zu zwingen, woraufhin sie ihm „a Watschn gibt“ (ohrfeigt) und mit Scheidung droht. Ernüchtert, spricht er sich im Wohnzimmer mit Hanni aus. Diese verspricht ihm, mit Toni zu reden, verlangt aber als „Gegenleistung“, zu Franzi ziehen zu dürfen.
Die Folge endet auch mit Hannis Übersiedlung, und Mundl tritt nach einer Woche Alkoholabstinenz jenen neuen Job in Franzis Firma an, der ihm in Folge 2 vorschnell in Aussicht gestellt worden war. Dankbar bietet Mundl Franzi das Du-Wort an.

### Der Besuch (5. Folge)
Mundl ist empört, als er durch eine unbedachte Aussage von Hanni erfährt, dass der Schani-Onkel und Franzis Mutter, Frau Vejvoda, sich regelmäßig treffen und vermutet gleich eine heiße Liebesaffäre (Zitat: „Zwa so oide Scheißer!“). Eines Abends erfährt Mundl, dass die beiden ins Theater gegangen sind, woraufhin er mit Karli (eher gegen dessen Willen) Schani und Frau Vejvoda nachspioniert, und das Paar letztendlich in einem China-Restaurant erblickt. Mundl bestellt ein Bier und will sich mit Karli zu den zweien dazu setzen, was Schani aber strikt verwehrt (Karli ist das Ganze offensichtlich sehr unangenehm). Unverrichteter Dinge wieder zuhause, schreibt Mundl einen (sprachlich eher ungelenken) Brief an Frau Vejvodas Bruder Vitus Egger in Innsbruck, um ihn nach Wien zu holen und die „Situation“ zu besprechen. Er zeigt den Brief Toni, die ihn zerreißt, und Mundls Aktion als „Blödsinn“ bezeichnet. Daraufhin schickt Mundl ein Telegramm an Vitus Egger, in dem er ankündigt, ihn am Westbahnhof abzuholen. Ebendort hält Mundl einen in Tracht gekleideten Wiener für „den Tiroler“, woraufhin es durch die Verwechslung zu Stänkereien kommt. Schließlich findet Mundl den „echten“ Vitus, der sich aber nicht besonders für Mundls Hirngespinste von wegen „Affäre“ interessiert. Vielmehr wollte er nur seine Familie besuchen. Seine Schwester Frau Vejvoda, Franzi, Hanni und Schani kreuzen auch auf und nehmen Vitus präventiv mit, bevor er von Mundl falsch informiert wird. Am Bahnhof allein zurückgelassen, besäuft sich Mundl mit Kurti Blahovec; sturzbetrunken daheim angekommen, findet er Vitus im Gästebett vor und pöbelt herum, woraufhin Toni ihn energisch ins Bett schickt. Am nächsten Morgen entbrennt beim (Bier)-Frühstück zwischen den beiden ein heftiger Streit (Wiener gegen Tiroler). Letztendlich endet aber alles versöhnlich beim Heurigen und Mundl muss die Freundschaft zwischen Schani-Onkel und Frau Vejvoda akzeptieren.

### Das Haus (6. Folge)
Karli hat eine „Hirnidee“ und will ein Haus kaufen. Allerdings waren eine Million Schilling (≈ 72.673 €) anno 1977 leider noch mehr als heute. Man versucht, auch den Schani-Onkel und die besser begüterten Eltern von Irmi für die Idee zu begeistern; durch Franzis Zutun wird sogar die „alternative Form des Zusammenlebens“ in Form einer Wohngemeinschaft („Kommune“) angedacht. Letztendlich scheitert der Plan am Unwillen von Irmis Eltern, denen wohl der Hauptteil der finanziellen Last zugefallen wäre; auch ihre bürgerlichen Werte scheinen von Anfang an mit der Idee einer „Kommune“ wenig kompatibel. Zwischen Karli und Irmi kommt es zur vorübergehenden Trennung.
Die Folge beginnt damit, dass Mundl dem Lied Alle Menschen san ma zwider von Kurt Sowinetz erst interessiert zuhört, dann aber genervt die Platte runternehmen lässt.

### Die Renovierung (7. Folge)
Mundl, Karli und Hanni wollen Toni zum Geburtstag überraschen und die Wohnung renovieren. Leider sieht es finanziell wieder mal prekär aus. Daraufhin bekommt Mundl die Idee, einen Kredit aufzunehmen, gerät dabei aber an einen skrupellosen (bundesdeutschen) Kredithai (Johannes Schauer), dem er nach fünf Jahren fast die doppelte Summe zurückzuzahlen hätte. Trotz der Verzweiflung wird mit der Renovierung begonnen, und mit Franzis Hilfe bekommt Mundl vom Arbeitgeber einen Vorschuss bewilligt, wodurch er sich aus dem Vertrag „freikaufen“ kann – mit Verlust von „nur“ 7.000 Schilling (507 €, nach heutiger Kaufkraft rund 1.370). Die Renovierung verläuft auch nicht ohne Zwischenfälle (z. B. Bierflaschen, die in die Zementmischung fallen, Lieferverzögerungen und widerspenstige Tapeten), ist aber letztendlich ein Erfolg.

### Unterwelt (8. Folge)
Karli erregt bei seiner Familie Sorge, da er jeden Abend zur gleichen Zeit ausgeht, nie Geld hat und erst spätabends nach Hause kommt. Mundl und Hausmeister Kurti Blahovec entdecken im Zuge einer „Beschattungsaktion“, dass er sich regelmäßig mit der Prostituierten Helga (Gunda König) einlässt. Karli entwickelt tiefere Gefühle für sie, sehr zum Unmut von Helgas Zuhälter (wienerisch: „Peitschalbua“) Dolfi. Mundl ist entsetzt, als er obendrein erfährt, dass Karli ihr teure Luxusgüter kaufen will – und als Sicherheit angibt, dass sein Vater (also Mundl) ein Elektrogeschäft hätte. Dies erfährt er von Pepi Wurm, Stammkunde des Bordells und Pelzhändler, mit dem Mundl zufällig schon in Folge 5 aufgrund einer Verwechslung am Westbahnhof in Konflikt geraten war. Bei einer Diskussion zuhause ohrfeigt Mundl seinen Sohn, der daraufhin wütend wieder Helga aufsuchen will. Am selben Abend allerdings kommt es zur Schlägerei mit Dolfi und Helga gibt Karli zu verstehen, dass er „sich schleichen“ (abhauen) solle. Mundl, vom schlechten Gewissen geplagt, betritt mit Pepi die Szene und verhindert die schlimmste Eskalation. Der Abend endet philosophisch am Würstelstand, wobei Sackbauer senior und junior einen erzürnten Pepi Wurm nach der Intervention eines Polizisten gekonnt auf der Rechnung sitzen lassen.

### Die Erbschaft (9. Folge)
In dieser Folge finden Karli und Irmi wieder zusammen. Karli sieht während seiner Führerscheinprüfung Irmi auf der Straße vorbeigehen, worauf er seine Prüfungsfahrt unterbricht, um Irmi zu einem Treffen in einer Stunde zu überreden. Dies gelingt ihm auch, und dank eines verständnisvollen Fahrprüfers besteht er trotzdem. Bereits wenig später suchen sich die beiden gemeinsam einen günstigen gebrauchten, aber eher ramponierten Puch 500 aus.
Inzwischen erfährt Toni, dass sie von einer Tante ein Haus außerhalb Wiens geerbt hat, und Mundl sieht sich schon als Bauer. Er ereifert sich auf einmal über fallende Rindfleischpreise, da er sich von der Erbmasse auch reichhaltigen Nutztierbestand verspricht. Allerdings stellt sich heraus, dass das Anwesen nahe dem Atomreaktor Zwentendorf liegt, woraufhin Mundl wieder mal explodiert und eine Tirade über die „hinichen Atome“ abhält.
Die Familie fährt mit Karlis „neuem“ Auto das Haus besichtigen. Zur Enttäuschung aller ist das Haus eine desolate Bruchbude, was Mundl nur mit „A so a Scheißhittn! (Was für eine Scheißhütte)“ kommentieren kann. Ein schmieriger Lokalpolitiker aus der Gegend bietet den Sackbauers 160.000 Schilling bar auf die Hand für das Haus, da sie ohnehin nie den offiziellen Preis laut Erbschaft, 300.000 Schilling, erzielen würden. Ohne sonstige Optionen, angesichts des desolaten Zustandes, löst der Deal immerhin die finanziellen Probleme der Sackbauers, die durch die Renovierung ihrer Wohnung (Folge 7) aufgekommen waren.
Am Ende der Folge rechnet Toni aus, wie viel Geld sie beim Verkauf des Hauses erhalten würden. Währenddessen nimmt Mundl ein Bad und kann sich nicht zufrieden zeigen. Toni muss ihm auch auf sein Verlangen den Rücken und den Kopf waschen, knallt ihm dabei aber kräftig auf den Rücken und fordert ihn auf, doch ein wenig Zufriedenheit zu zeigen. Da er auch während des Bades Bier trinkt, fällt ihm das Bier in das Badewasser. Daraufhin verlässt er die Wanne und in diesem Moment betreten Karli und Irma die Wohnung. Irma ist von der renovierten Wohnung begeistert. Als Mundl erneut Bier trinkt, spuckt er es vor Grausen aus, da sich Seifenwasser in der Flasche befindet.

### Der Hausabbruch (10. Folge)
Mundl trifft in dieser Folge auf sein deutsches Pendant, Ekel Alfred – Alfred Tetzlaff (Heinz Schubert), dieser aber in der Rolle des Immobilienunternehmers Hauke aus Hamburg. Dessen Firma möchte die Liegenschaft in der Hasengasse kaufen und abreißen, und Mundl muss die Belange der Hausgemeinschaft als deren Sprecher gegenüber der Immobilienfirma durchsetzen. Es kommt zu einer lautstarken Auseinandersetzung, in der Mundl den Immobilienvertreter aufgrund seiner Größe als Schrumpfgermane bezeichnet. Diese Folge macht sich insbesondere über die Gegensätze zwischen Deutschen und Österreichern lustig: der (nord-)deutsche Immobilienunternehmer echauffiert sich laufend über die verfilzte österreichische Bürokratie und „Hofräterei“ („Das ist ja der reinste Balkan!“). Dem entgegnet Hausverwalter Zauner (gespielt von Heinz Petters), dass in Wien „alles seinen Gang“ gehen müsse, und man nichts „übers Knie brechen“ könne. Mundl und Toni erkundigen sich letztendlich beim Mieterschutzverband; dadurch gewappnet, gelingt es Mundl bei einer Mieterversammlung, Hauke fix und fertig zu machen. Als dieser resignierend abzieht, empfindet Fini Blahovec Mitleid mit ihm und schleppt ihn zum Heurigen. Die Nacht wird lang, und Kurti Blahovec will sich von ihr trennen. Irgendwie deutet das Ende dieser Episode dann aber wieder eine Versöhnung an.

### Stille Nacht (11. Folge)
Die Weihnachtsvorbereitungen sind in vollem Gang. Was für wen kaufen? Und wer feiert mit wem? Das unterkühlte Verhältnis zwischen den Sackbauers und Irmis Eltern trägt nicht zu Irmis Wunsch bei, dass die beiden Familien gemeinsam feiern sollten. Es herrscht überhaupt Verwirrung bezüglich gegenseitiger Familienbesuche, und Franzi will auch noch zu einer Weihnachtsfeier eines Verlegers gehen, was Hanni extrem gegen den Strich geht.
Inzwischen diskutiert Familie Sackbauer hitzig über das Weihnachtsmenü, und jeder versucht, seine Weihnachtsbesorgungen gegenüber den anderen zu verheimlichen. Mundl kauft seiner Frau ein Kleid in falscher Größe. Diese entdeckt dieses allerdings im Schrank und tauscht es heimlich um – wenn auch in anderer Farbe.
Irmis Eltern, vor allem ihre Mutter, sind gegenüber der Idee, mit Sackbauers zu feiern sehr unaufgeschlossen. Irmi ist ob dessen sehr erzürnt, und Mundl erst recht.
Inzwischen schmiedet Mundls Bruder Schani mit Toni einen Plan, wie Toni zu ihrem heimlich erwünschten Wellensittich kommen könnte: einfach dem Mundl schenken! Schani will allerdings Weihnachten lieber (oder zumindest auch) mit Franzis Mutter Frau Vejvoda verbringen, was die Situation nicht entspannt.
Zusätzliche Verwirrung stiftet Vitus Egger (Franzis Onkel und Bruder von Frau Vejvoda) mit seinem unangekündigten Besuch. Der Tiroler, der seine Schwester überraschen und vorläufig bei Sackbauers untertauchen will, bringt seinen eigenen Weihnachtsbaum, mit der Ansicht, dass die Wiener „keine Ahnung“ von echten Weihnachten hätten.
Nach einem Gewirr aus schlechter Planung, sich gegenseitig verpassen, bitteren einsamen Weihnachten bei Irmis Eltern, und Franzis Absage an die Feier des Verlags findet die gesamte (erweiterte) Familie am Ende zusammen, und das Fest fällt recht gelungen aus.

### Jahreswende (12. Folge)
31. Dezember 1977. Silvesterfieber. Bei Familie Werner (Irmis Eltern) herrscht Zynismus ob des alljährlichen erzwungenen Feierns vor. Sowohl Mundls Ehefrau Toni als auch Irmis Mutter Martha schicken ihre jeweiligen Ehemänner zum Friseur. Die beiden Pantoffelpatriarchen treffen sich auch zufällig beim gleichen Haarschneider (Gerhard Steffen) und sehen sich mit langen Wartezeiten konfrontiert. Der Friseur bietet beiden Wartenden ein Gläschen Schnaps zur Überbrückung der Wartezeit an, wobei schnell mal die ganze Flasche verbraucht ist, und die beiden geknechteten Ehemänner verbrüdern sich im Suff. Sie pfeifen auf den Haarschnitt und gehen vielmehr Feuerwerkskörper und Scherzartikel einkaufen.
Irmi und Hanni wollen inzwischen auf einen Maskenball gehen, der von Franzis Bekanntenkreis ausgerichtet werden soll. Irmis Mutter ist wenig begeistert. Dann kreuzen auch noch Mundl und Franz (Herr Werner) ziemlich berauscht auf. Mundl spricht eine alkoholisch unüberlegte Einladung an Familie Werner aus, und Toni sieht sich damit überfordert, so kurzfristig ihre Gäste bewirten zu können. Sie schickt ihren besoffenen Ehemann erst einmal ins Bett.
Onkel Schani soll auf Bitte seiner Nichten und Neffen als Puffer für Mundls potenziell unmögliches Verhalten herhalten, was dieser energisch verweigert.
Schließlich kommt Ehepaar Werner in die Wohnung der Sackbauers. Die Atmosphäre ist am Anfang eher steif, aber der Alkohol trägt bei den Männern schnell zur Lockerung bei.
Zwischendurch erlebt der Zuschauer ein Gespräch zwischen dem alkoholisierten Hausmeister und Nachtwächter Kurti Blahovec und seinem Vorgesetzten, der ihm noch einmal Gnade gewährt.
Inzwischen sind in der Hasengasse die Herren Sackbauer und Werner schon wieder hochgradig angeheitert, sehr zum Unmut ihrer Ehefrauen. Schießereien mit Feuerwerkskörpern, gekoppelt mit Zweiter-Weltkrieg-Nostalgie des Pantoffelhelden Franz Werner, gipfeln in der Sachbeschädigung einer gegenüberliegenden Wohnung, deren Mieter (Carlo Böhm) die Polizei ruft. Zusätzlich kommen Hanni und Irmi reichlich verärgert nach Hause, da ihre jeweiligen Partner angeblich „bessere Gesellschaft“ gefunden hätten.
Inzwischen ist auch Kurti Blahovec' Vorgesetzter „vollfett“ (schwer betrunken) und entlässt Kurti, um mit den Sackbauers zu feiern.
Die Polizei (Herbert Fux und Stephan Paryla) erscheint in Sackbauers Wohnung. Franz Werner versteckt sich feige, während die Polizisten die Personalien aller Anwesender aufnehmen. Plötzlich taucht ein inzwischen butterweicher (besoffener) Kurti in der Wohnung auf. Es kreuzen auch noch Karli und Franzi mit den weiblichen Ball-Bekanntschaften auf, was in heftigen Auseinandersetzungen zwischen Hanni und Irmi einerseits, und den mitgebrachten Damen anderseits gipfelt. Themen: Freie Liebe und Emanzipation. Toni verweist die Besucherinnen sehr energisch der Wohnung.
Nachdem der Abend bereits so hoffnungslos schiefgegangen ist, endet die Folge versöhnlich mit dem traditionellen Anstoßen zum Jahreswechsel. Der vorher mit Knallkörpern beschossene Nachbar nimmt allerdings noch kurz süße Rache.
Diese Folge wird jedes Jahr zu Silvester im österreichischen Fernsehen ausgestrahlt und hat einen ähnlichen Kultstatus erreicht wie die Folge „Sylvesterpunsch“  der Serie „Ein Herz und eine Seele“ in Deutschland.

### Großvater (13. Folge)
Irmi erfährt, dass sie schwanger ist. Das verändert natürlich die Wohnbedürfnisse. Angeblich soll im Haus bald eine Wohnung frei werden, da die alte Frau Holzer davon spricht, in ein Heim ziehen zu wollen.
Hanni zeigt sich angesichts der Neuigkeiten Irmi gegenüber zynisch. Die beiden emanzipierten Begleiterinnen, die Karli und Franzi zu Silvester mitgebracht hatten, haben Hanni anscheinend durchaus zum Nachdenken angeregt und ihr Männerbild etwas angeknackst. Insgesamt gibt sich Hanni eher verbittert, und eckt bei ihrer Familie mit ihren „depperten Ansichten“ an. Auch mit Franzi läuft es nicht gut, da sie ihm vorwirft, nur ihren Körper zu wollen.
Toni versucht, Mundl behutsam Irmis Schwangerschaft beizubringen. Auch Irmi selbst ist sich nicht sicher, wie Karli die Neuigkeiten aufnehmen wird. Vorsichtig eröffnet sie ihm die Situation, und seine Reaktion fällt überaus freudig aus. Auch Mundl zeigt Vorfreude auf seine Großvaterrolle, und am liebsten wäre ihm für seinen Enkel der Name „Edmund“.
Er interveniert bei der Hausverwaltung, um an die Wohnung von Frau Holzer zu kommen. Gemeinsam mit dem Hausverwalter besuchen sie Frau Holzer in ihrer Wohnung, wo alles eher verwahrlost wirkt. Ihr soll die Übersiedlung ins Heim schmackhaft gemacht werden; als die betagte Dame aber zu weinen beginnt, wird beiden unwohl, und sie lassen von der Sache ab. Mundl ist nach diesem unangenehmen Besuch fertig und betrinkt sich mit Ehepaar Blahovec zusammen mit Obstler, gelobt aber Nüchternheit für seinen Enkel.
Die künftigen Eltern sowie die künftigen Großmütter kaufen indes emsig gemeinsam für den kommenden Nachwuchs ein.
Franzi kreuzt abends bei Sackbauers auf. Vor der gesamten Familie hält er (eher ungeschickt) um Hannis Hand an. Sie weiß seine Bemühungen zu schätzen, lehnt aber ab, was bei der restlichen Familie Sackbauer eher auf Unverständnis stößt. Unmittelbar danach läutet Frau Holzer an, um dem (wie sie fälschlicherweise glaubt) bereits geborenen Kind den Teddybären ihres im Krieg gefallenen Sohnes zu schenken. Ferner kündigt sie an, doch ins Altersheim ziehen zu wollen. Irmi fühlt sich allerdings etwas schuldig, die alte Frau aus ihrer Wohnung zu verdrängen.

### Der Enkel (14. Folge)
Irmis Eltern treffen in der Kirche ein, wo der kleine René getauft werden soll und erkundigen sich dort beim wartenden Pfarrer nach der Familie Sackbauer. Der Sohn von Irmi und Karli soll nämlich nicht Edmund, sondern eben René getauft werden, womit Mundl überhaupt nicht einverstanden ist. Nach einem heftigen Streit mit dem Rest der Familie bleibt er als Einziger zurück, bemerkt später das vergessene Babyfläschchen und fährt dann aber mit dem von ihm eigens angemieteten schwarzen Mercedes doch noch zur Kirche, wo die Taufe allerdings bereits vorbei ist. Der Pfarrer gibt bekannt, dass der Enkel René, jedoch mit dem zweiten Namen Edmund heißt, was Mundl zuerst erfreut, dann aber durch die Erklärungen des Pfarrers verunsichert ist. Beim anschließenden Kaffee und Kuchen in Karlis und Irmis Wohnung ist die Stimmung zwischen Mundl und Toni schon recht angespannt.
Franzi kündigt seinen Job, um sich völlig dem Schreiben zu widmen. Zwischen ihm und Mundl kommt es zu einem durchaus rührseligen Abschied.
Toni verbringt viel Zeit in Irmis und Karlis Wohnung und äußert ihr Bedauern darüber, dass die beiden nicht mehr bei Sackbauers wohnen. Mundl findet seine Wohnung nach der Arbeit leer vor und muss sich Essen aufwärmen, was ihm nicht so gut gelingt. Er sucht Hanni, die gerade ihre neue Wohnung im gleichen Haus ausmalt auf und bittet um Essbares, ist dann aber zu stolz, um Hannis Angebot anzunehmen, ihm etwas zu kochen.
Nach einem kurzen Besuch bei Ehepaar Blahovec legt sich Mundl bereits früh ins Bett, wo die heimkehrende Toni ihn vorfindet. Er verbirgt nicht seine Eifersucht seinem Enkel gegenüber, dem Toni scheinbar all ihre Aufmerksamkeit schenkt. Als Fini Blahovec beschwipst vorbeischaut, um für den Tierschutzverein zu sammeln, offenbart sich ihr die Sackbauersche Ehekrise sehr deutlich.
Abwechselnde Szenen zeigen Vater-Sohn- und Mutter-Tochter-Gespräche über die Situation, wobei die Sichtweise beider Ehepartner verdeutlicht wird. Beide Kinder raten dem jeweiligen Elternteil, miteinander zu reden.
Abends kocht Toni extra ein Abendessen, aber Mundl zeigt keinen großen Appetit. Als auch kein Bier mehr im Haus ist, reagiert Mundl zusätzlich beleidigt, und es kommt zum Krach. Hier fällt Mundls Kultsatz: „Mei Bier is ned deppat!“
Der Streit eskaliert, und Mundl zieht vom ehelichen Schlafzimmer ins Kabinett. Auch zerstört er in dieser Folge wutentbrannt das Bild des Großvaters.

### Der Unfall (15. Folge)
Die Folge beginnt damit, dass sich Toni den Film Eroica im Bellariakino ansieht, Mundl sieht sich denselben Film zur gleichen Zeit zu Hause im Fernsehen an. Als er Toni kommen sieht, flüchtet er in das Kabinett. Daraufhin steht Kurti Blahovec mit einem Zeitungsartikel über sich vor der Tür und will seine heldenhafte Tat – die Überwältigung zweier Einbrecher an seinem Arbeitsplatz – den Sackbauers erzählen. Bei Mundl und Toni erregt dies aber kein besonderes Interesse, da nach den Streitigkeiten um die Taufe von Karls Sohn zwischen Mundl und Toni Schweigen herrscht. Mundl verzieht sich ins Kabinett, während Toni und Kurti miteinander – recht harmlos – liebäugeln.
Auch Karli hat Schwierigkeiten bei der Babypflege des kleinen René, doch Irma ist ihm behilflich.
Als Herr Werner zu Besuch ist, verweigert Mundl die Gläser, da sie aus Tonis Küche sind, und sie trinken aus seinen Pokalen. Mundl ist missmutig und freut sich auf Montag. Herr Werner lädt Mundl zu einer Familienzusammenkunft ein, doch er verweigert dies.
Danach will Toni kochen, doch auch diesmal verspürt Mundl keinen Appetit. Er ist mit dem Ausmisten des Vogelkäfigs beschäftigt. Dabei entsteht ein zusätzlicher Krach, wobei Toni einen Teller zerschlägt und beschließt, sich Arbeit zu suchen, um sich ihr Geld selbst zu verdienen. Diese Suche ist aber erfolglos.
Am folgenden Montag hat Mundl am Arbeitsplatz einen Unfall, indem er in den Stromkreis gerät. Mundls Kollege Steiner entdeckt den verunglückten Mundl, und dieser versucht, Toni zu erreichen. Dabei ist Fini Blahovec zuerst unfreundlich, doch sie verschafft Steiner Kontakt zu Toni, sobald sie erfährt, dass Mundl etwas zugestoßen ist. Mundl hat sich einen Armbruch, eine Kopfwunde und eine geringfügige Gehirnerschütterung zugezogen. Toni macht sich große Sorgen um ihren Ehemann.
Auch bei Franzi und Hanni ist nicht alles beim Besten. Als Franzi Hanni besuchen will, erwartet sie Besuch von ihrer Kollegin Ilse. Franzi ist daraufhin wütend und die beiden geraten in Streit, da Hanni einige Zeit alleine sein will. Hanni spricht Ilse ihr Schicksal aus.
Als sich Mundls Zustand zu bessern beginnt, kreuzen im Spital auch Kurti und Fini Blahovec auf, die sich lautstark verhalten und eine Flasche Sekt mitbringen.
Als Mundl aus dem Krankenhaus entlassen wird, findet die Familie wieder zusammen und Toni lässt ihn wieder ins eheliche Schlafzimmer einziehen.

### Urlaubsfreuden (16. Folge)
Mundl, Toni und Schani beratschlagen mit Hilfe von Prospekten über den Urlaubsort. Mundl verhängt sich dabei in seinem Korbstuhl und will Bier trinken, wobei ihn Toni ermahnt und ihn auffordert, Fruchtsaft zu trinken. Widerwillig trinkt er diesen. Dann beschließen sie, nach Podersdorf am See zu fahren. Vor der Abreise übergibt Mundl seinen Sittich Kurti, dem er Belehrungen über dessen Pflege gibt. Mundl und Toni werden von Franzi nach Podersdorf geführt.
Im Hotel verhält sich Mundl auffällig und werden sie von einem Gepäckträger, der ebenfalls Edmund heißt, bedient. Dieser sagt, dass das Hotel weltbekannt sei und empfiehlt sofort eine Fahrt mit dem Pferdewagen durch die pannonische Tiefebene. Mundl überreicht ihm dafür „wenig“ Trinkgeld. Nach dem ersten Baden im See lässt sich Mundl eine neue kurze Frisur machen, womit er allerdings nicht gerade einverstanden ist, doch Toni findet dies lustig. Als sie danach mit einem Tandem durch den Ort fahren, lernen sie durch einen Zufall die Familie Pribil kennen, (allerdings nur Großeltern und Enkel, der „Schurli“ heißt). Dabei gibt Frau Pribil bekannt, dass sie aus Simmering sind und ihre Tochter und ihr Schwiegersohn auf Safari gefahren sind. Nach Problemen mit dem Tandem, begeben sich Mundl und Toni an die Tiefebene, wo Mundl den Pferdewagen kutschieren muss, dabei aber einen Unfall hat. Die Tischgespräche mit den Pribil's verlaufen gut. Die Einladung der Sackbauers zu Bootfahren lehnen die Pribils ab.
Beim Boot fahren geraten Mundl und Toni in das Schilf und treffen auf ein Boot mit dem Hausverwalter Zauner und einer jungen Dame darin, die gerade beim „Schäferstündchen“ sind, was Zauner peinlich ist. Zauner gibt bekannt, dass sein Künstlername „Gucki“ lautet und dass er in Spielfilmen mitwirkt, die Dame sei seine Hauptdarstellerin. Danach werden die Sackbauers in dessen Ferienhaus eingeladen; die junge Dame beherrscht schon perfekt ihre Schauspielrolle. Dabei beschließt Mundl optimistisch, dieser eine Rolle zu verschaffen, Toni rät ihm aber ernsthaft davon ab. Beim Segeln kippen die Sackbauers am See um und am Strand machen sich die Sackbauers ein Treffen mit den Pribils aus.
Beim Heurigen sitzen Mundl, Toni, Hanni und Franzi gemütlich zusammen. Auch hat Mundl Franzi mit der jungen Schauspielerin bekanntgemacht, doch Franzi kann dieser niemals eine Rolle schreiben. Sie trinken nicht gerade wenig und erstmals in der Serie tanzen Mundl und Toni versöhnlich mit Begleitung von Zigeunermusik. Auch Hanni und Franzi verlieben sich wieder und erkennen, dass sie zusammengehören. Danach blicken Mundl und Toni nachts auf den „schwarzen Neusiedlersee“. Am nächsten Tag liest Mundl einen Brief, in dem Franzi bekanntgibt, dass er noch länger mit seinem Auto mit Hanni fortfährt und Mundl und Toni mit dem Bus heimfahren sollen, worauf Mundl missmutig reagiert. Mundl hat kurz vor der Heimfahrt mit dem Bus für Enkel Rene eine große Puppe gekauft, die er auf der Bank sitzenlässt, da das Gepäck eingeladen wird. Die vergessene Puppe bemerkt Mundl erst im Bus, springt deswegen nochmals hinaus, um sie zu holen. Die Folge endet damit, dass der Bus ohne Mundl wegfährt und er nachlaufen muss.

### Lauter Zores (17. Folge)
Mundl wird zum Betriebsrat gewählt, Enkel René verschluckt einen Teil einer Puppe und kommt ins Spital. Franzi zieht bei Hanni ein.

### Veränderungen (18. Folge)
Die Arbeitsstätte von Mundl wird verkauft, wodurch er als Betriebsrat gefordert ist. Franzi hat in Deutschland den Literaturpreis gewonnen – ein Grund zum Feiern in der Hasengasse.

### Gegensätze (19. Folge)
Mundl ist an einer Grippe erkrankt und liegt vor dem Fernseher. Toni empfiehlt ihm sämtliche Medikamente, doch Mundl verhält sich immerzu wehleidig und trinkt trotz seiner Erkältung kaltes Bier. In der Bar treffen Hanni und Franzi einen Verleger, der Franzi pausenlos anredet und überredet, einen Vorvertrag bezüglich seines Theaterstücks zu unterschreiben. Der Verleger verlangt von Franzi auch ein Exposé von 6 Seiten und lässt Hanni und Franzi außerdem noch die Getränke selbst bezahlen. Franzi und Hanni werden von ihm auch auf den Opernball (in seine Loge) eingeladen. Hanni bezeichnet den Verleger als „Dampfplauderer“, ist vor dem Schlafen missmutig und verweigert vorerst die Teilnahme am Opernball. Franzi bildet sich ein, dass ihm das Auftreten am Opernball für seine Berühmtheit hilft. Im Schlafzimmer proben die beiden einen Walzer.
Als es an der Tür läutet, zerstört Mundl aus Versehen mit der Stehleiter den Lüster. Er erhält Besuch von Irmi und Rene. Irma gesteht, dass sie wieder schwanger ist und dass Karli das Kind nicht will. Daraufhin ist Mundl außer sich und als Karli eintrifft, steht er dann doch zu dem zweiten Kind. Mundl beschließt, dass man die beiden „Deppen“ nicht alleine und ohne Aufsicht auf den Opernball gehen lassen kann, weshalb er und Toni sich auch für das Ereignis herausputzen und sogar irgendwie zu „Galeriekarten“ (Billigplätzen) kommen; wie, kommt nicht wirklich heraus.
Fini flirtet mit einem jungen Kollegen in der Bank, wo sie als Putzfrau beschäftigt ist. Diesen nennt sie „Johnny Travolta“.
Mundl borgt sich beim Kostümverleih einen Frack für den Opernball aus, und Toni bekommt vom Friseur eine Perücke geliehen. Mundl und Toni zeigen sich in ihrem Aufzug auch bei Kurti und Fini, die sich für das Faschingsgschnas geschminkt haben. Kurti und Fini machen sich nun über die Sackbauers lustig.
Die Familie trifft sich vor der Oper und der Abend kann beginnen – sollte man meinen; allerdings stellt sich die „Einladung“ des Verlegers als oberflächliches Small-Talk-Gelaber heraus, denn Vorkehrungen für Franzi und Hanni hat er keine getroffen. Mundl versucht den Kartenkontrollor am Eingang mit 400 Schilling zu bestechen, um in die Oper zu gelangen, doch dies misslingt. Ohne Chance, noch Karten zu ergattern, endet der Abend beim Faschingsgschnas des lokalen Wirtes. Dort tanzt Fini mit ihrem „Johnny Travolta“ und will mit ihm schlafen, was auch passiert. Kurti ist betrunken und merkt davon nichts.

### Karrieren (20. Folge)
Karli will in der Firma „Hallenmeister“ werden und lernt dafür jeden Abend. Hanni möchte sich auch weiterbilden und informiert sich an der Volkshochschule über das Kursangebot. Da Mundl jeden Morgen am Weg in die Arbeit im Stau steht, hat er die Idee für das „Arbeiter-Auto-Sparprogramm“.

### Auf und ab (21. Folge)
Fini beginnt in einer Bank als Reinigungskraft und wird von einem Arbeitskollegen, mit dem sie eine Affäre hat, schwanger. Dieser bestreitet aber die Vaterschaft. Fini sucht Toni an ihrem Arbeitsplatz in der Apotheke auf und bittet sie darum, ihr ein Medikament zu geben, mit dem sie einen Schwangerschaftsabbruch durchführen kann. Toni meint, dass sie ihr so etwas nicht geben dürfe, da ihr Chef katholisch sei. Kurti war Fini gegenüber bereits in der Vergangenheit gewalttätig und droht ihr zunächst abermals Gewalt an, beschließt dann aber, mit Fini das Baby aufzuziehen.
Franzis erstes Theaterstück wird verrissen, weshalb er schwerst angetrunken nach Hause kommt und die Blätter seines Manuskripts aus dem Fenster wirft. Hanni hindert ihn daran, auch noch die Schreibmaschine auf die Straße zu werfen und flüchtet in die Wohnung von Mundl und Toni. Mundl erfährt, dass seine Firma abgesiedelt werden soll und organisiert als Reaktion einen Streik.
In Tirol beteiligen sich Vitus und Schani an einer Diskussion am Wirtshaustisch. Die „Flachländer“ seinen verweichlicht und heute wisse niemand mehr, was kämpfen heißt, beklagt ein Diskussionsteilnehmer. Darauf konfrontiert ihn Vitus mit einem Zeitungsbericht über den Holocaust. So etwas hätte es unterm Hitler nicht gegeben, antwortet der Tiroler. Am Ende der Folge stürzt das schlecht geparkte Auto der Familie Sackbauer während eines Familienausflugs in den Abgrund.

### Mitte des Lebens (22. Folge)
Mundl bekommt zum 50. Geburtstag einen Schrebergarten. Franzi und Hanni kämpfen mit finanziellen Problemen und das Geschäft von Irmis Eltern steht vor dem Konkurs.

### Keine Ruh’ hat man (23. Folge)
Die Sackbauers sowie Fini und Kurti Blahovec müssen ausziehen. Kurti wird entlassen und die Werners müssen ihr Geschäft verkaufen. Fini trennt sich von Kurti.

### Alles anders (24. Folge)
Mundl, Toni und Fini übersiedeln aus der Hasengasse in einen Gemeindebau in der Großfeldsiedlung in Floridsdorf. Mundl missfällt der neue Wohnort, den er als „Betonsilo“ bezeichnet, und kritisiert die langen Anfahrtswege. Toni betont die Vorzüge im Vergleich zur alten Wohnung: Die neue Wohnung ist viel besser ausgestattet, vor dem Haus befindet sich ein Park und von den Balkonen könne man den Spielplatz gut im Auge behalten.
Kurti und Fini versöhnen sich, jedoch nicht ganz ohne die tatkräftige Mithilfe von Onkel Schani. Die Serie endet mit einer großen Feier zu Mundls 50. Geburtstag, auf der Hanni und Franzi verkünden, dass sie nach Hamburg übersiedeln werden. Diese Nachricht nimmt Mundl überhaupt nicht gut auf, kann aber beruhigt werden...

## Kinofilme
Im Jahre 1994 wurden die beiden Episoden Stille Nacht und Jahreswende zu einem Kinofilm zusammengeschnitten, welcher ein beachtlicher Publikumserfolg wurde. Dieser Film war auch als VHS-Kassette erhältlich.
Am 19. Dezember 2008 kam der Film Echte Wiener – Die Sackbauer-Saga in die österreichischen Kinos. Regie führte Kurt Ockermüller, das Drehbuch stammt von Ernst Hinterberger.
Obwohl Karl Merkatz und Ingrid Burkhard ursprünglich gegen eine Fortsetzung des Kinofilms waren, entstand schließlich doch noch die Fortsetzung Echte Wiener 2 – Die Deppat’n und die Gspritzt’n, die am 23. Dezember 2010 in den österreichischen Kinos angelaufen ist.

## Sonstiges
Der Darsteller des Karli Sackbauer Klaus Rott veranstaltete einen Retro-Soloabend (ein Kabarett), wo er als „Karli Sackbauer“ die Geschichte der „Familie Sackbauer“ weiterführte.

## Podcast
- 50 Jahre Mundl, Geschichtsgreißlerei, 01/2025.